# Distretto di Bumthang
Bumthang è uno dei 20 distretti (dzongkhag) che costituiscono il Bhutan. Il distretto appartiene al dzongdey meridionale.

## Geografia
Al confine con il distretto di Mongar è situato il Thrumshing La, il secondo valico più alto del Paese che attraversa l'impervia catena montuosa del Donga.

## Municipalità
Il distretto consta di quattro gewog:
- gewog di Chhume
- gewog di Choekor
- gewog di Tang
- gewog di Ura

Distretto di Bumthang
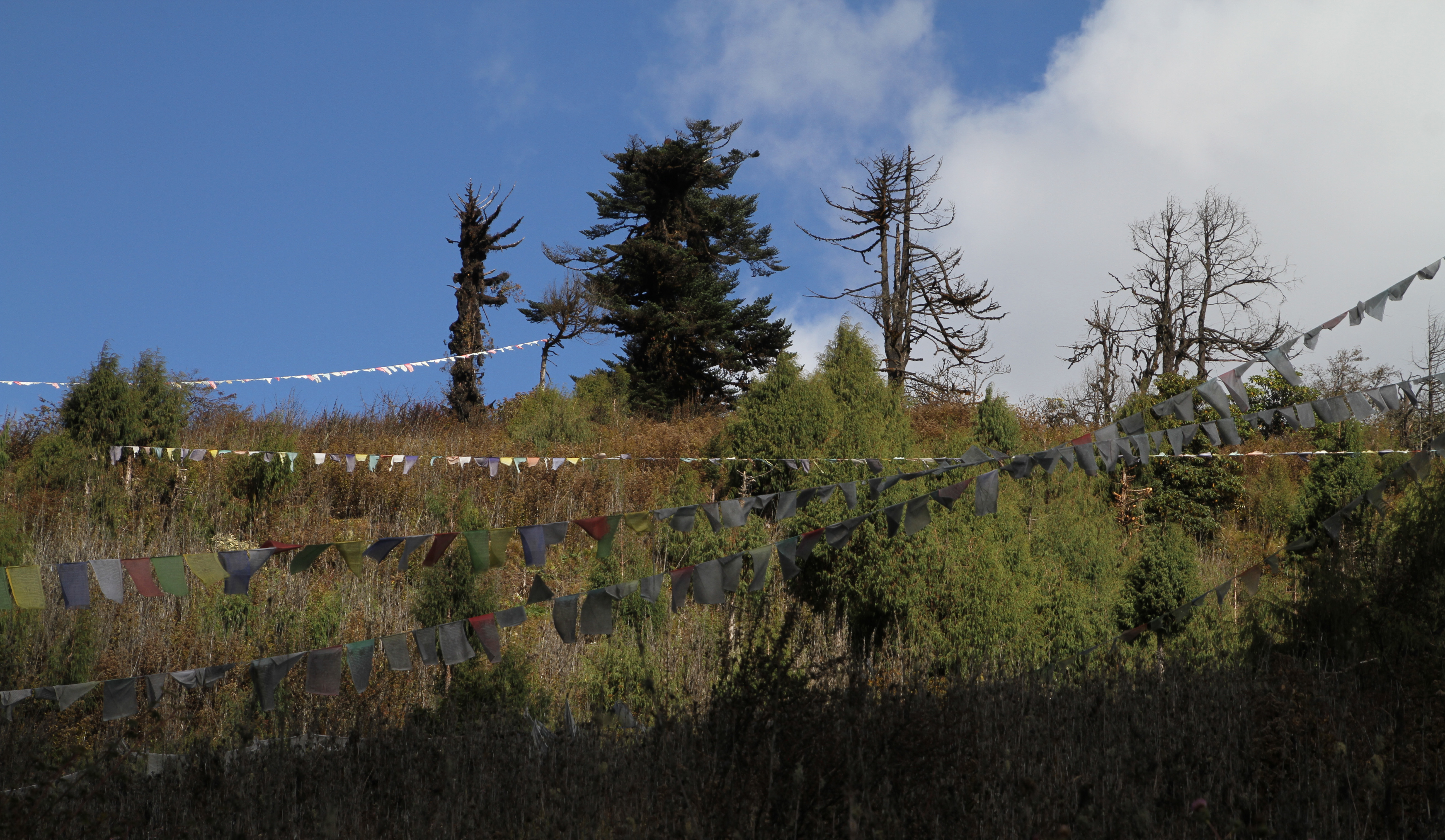
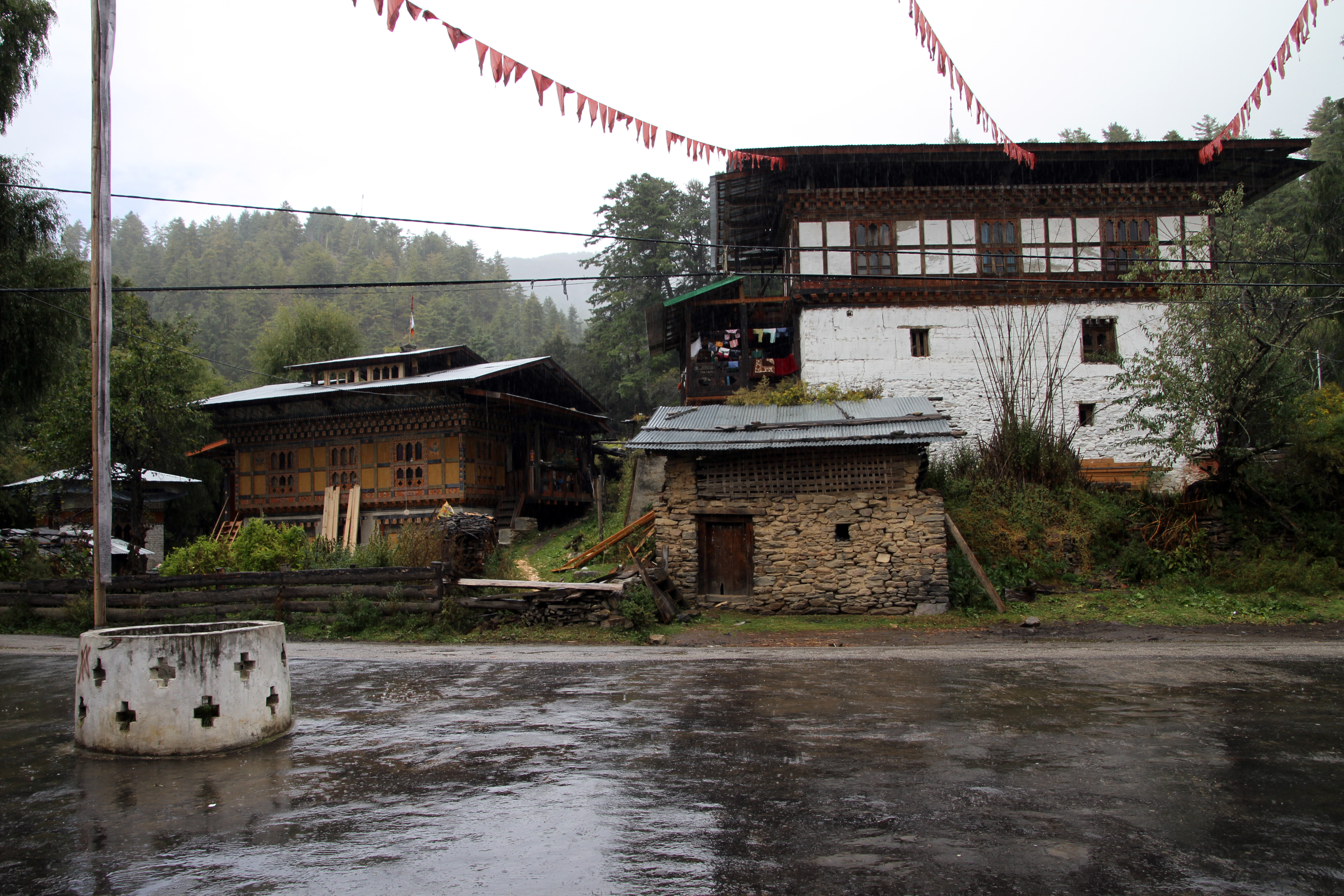
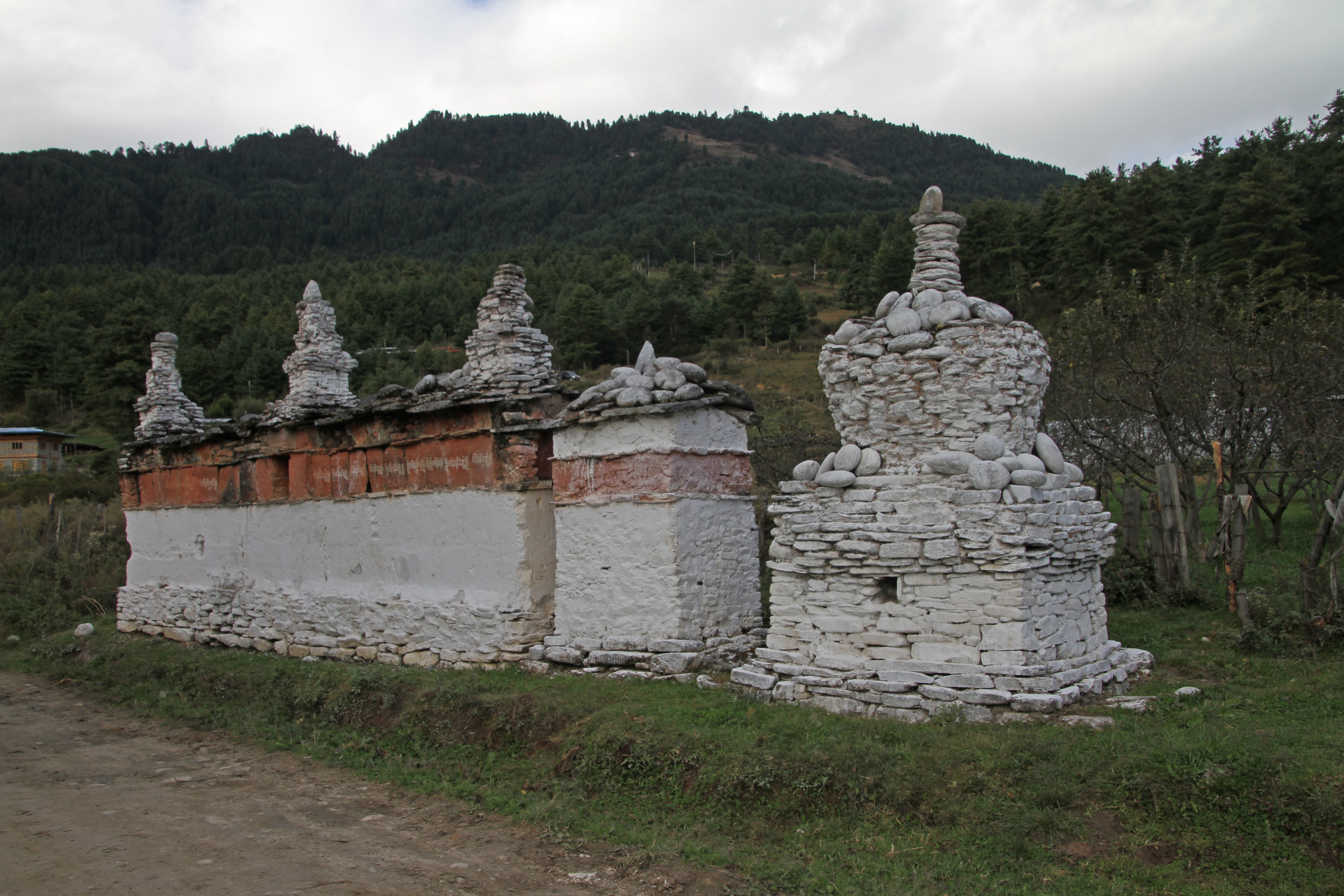
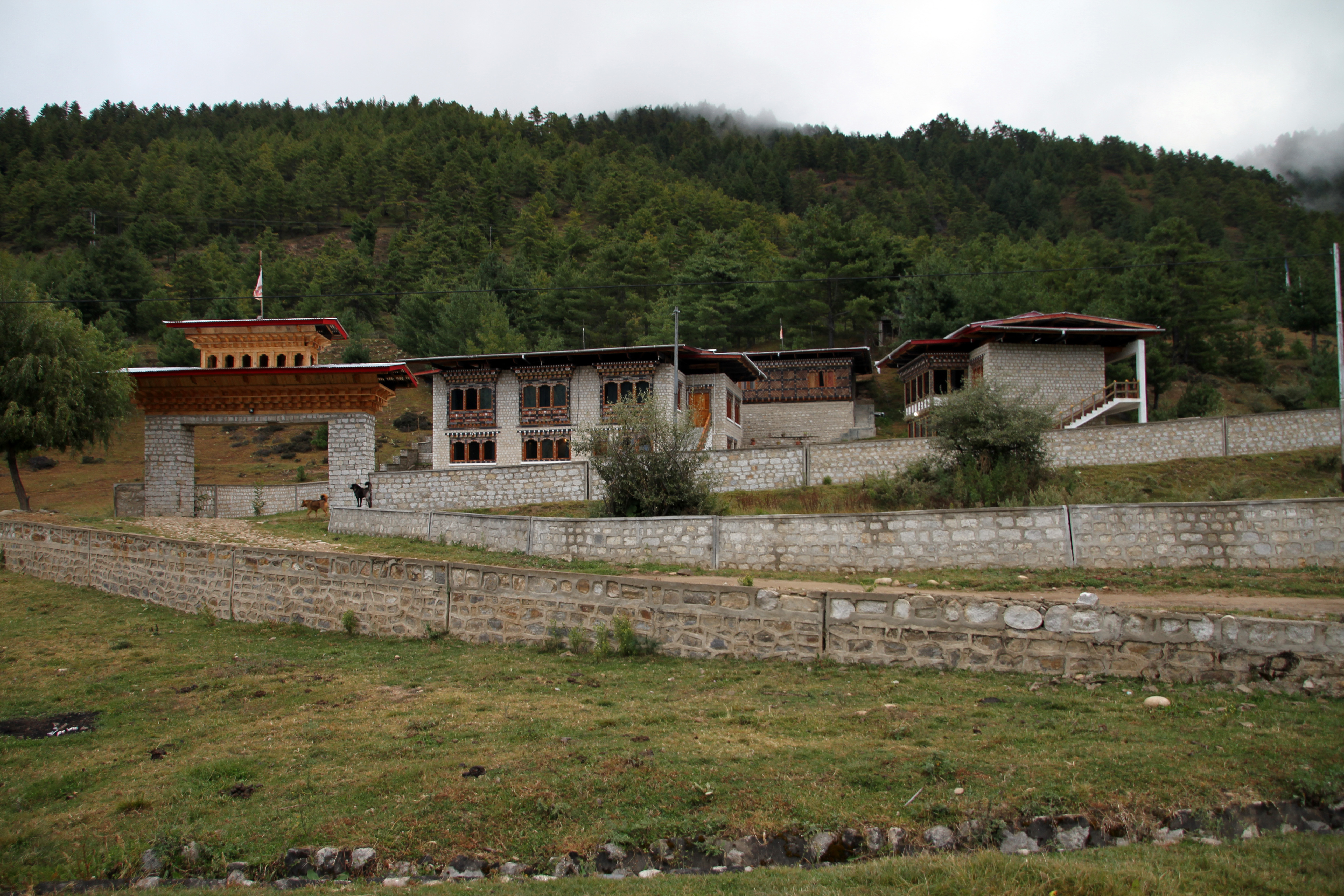
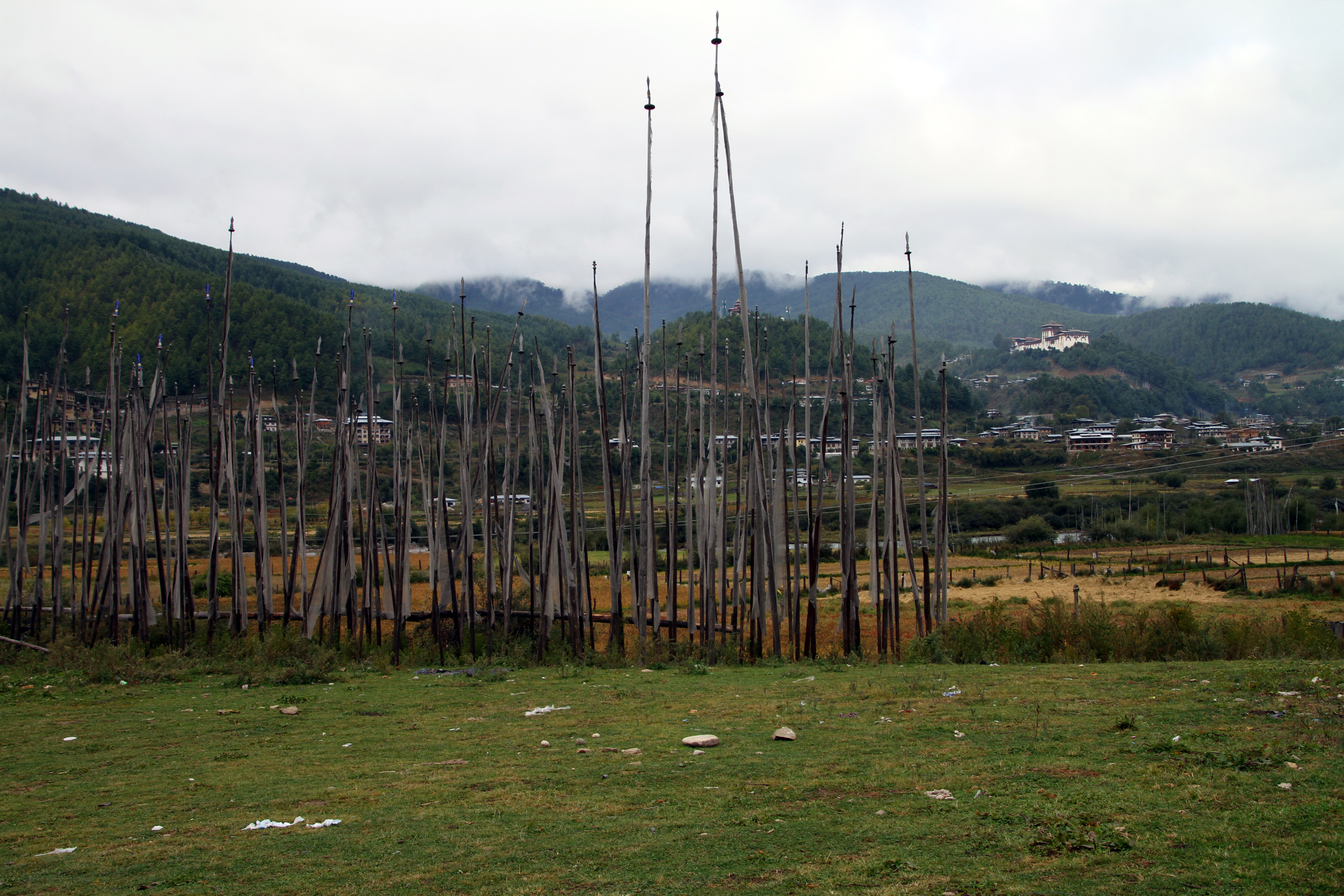
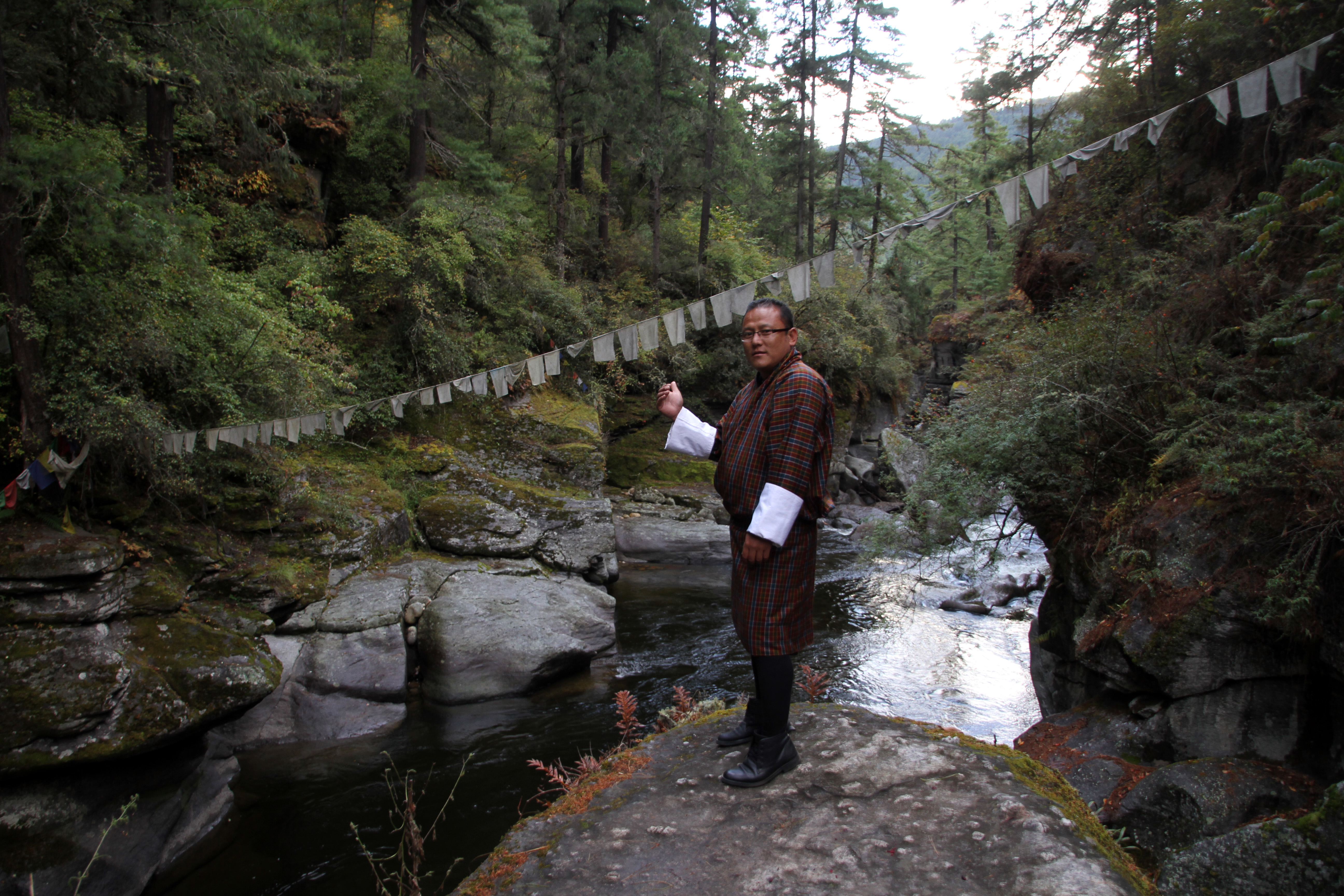
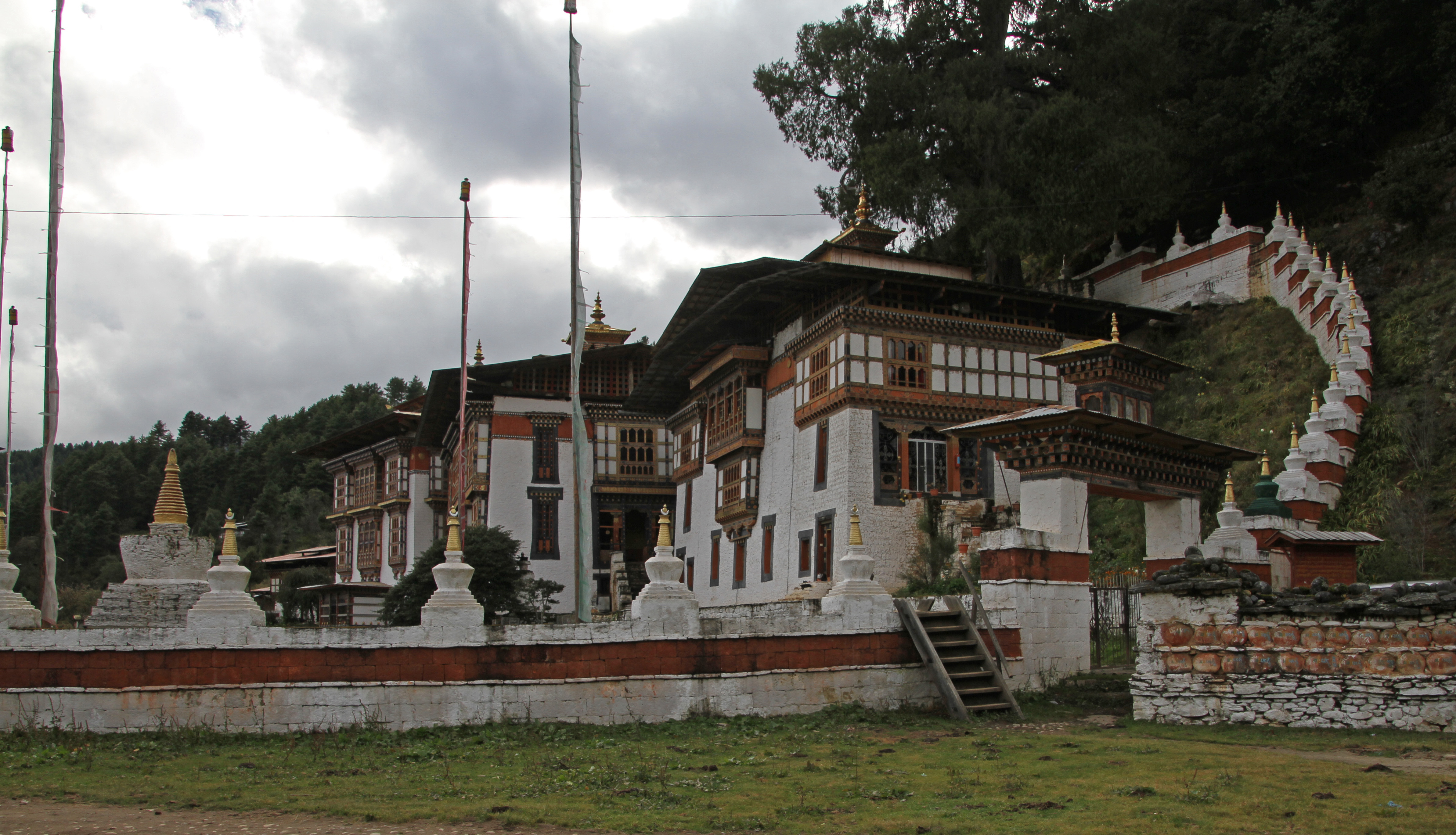